# Queensrÿche/Diskografie
Diese Diskografie ist eine Übersicht über die musikalischen Werke der US-amerikanischen Progressive-Metal-Band Queensrÿche. Den Schallplattenauszeichnungen zufolge hat sie bisher mehr als 6,8 Millionen Tonträger verkauft. Ihre erfolgreichste Veröffentlichung ist das dritte Studioalbum Empire mit über drei Millionen verkauften Einheiten.

## Alben

### Studioalben
| Jahr | Titel Musiklabel                      | Höchstplatzierung, Gesamtwochen, AuszeichnungChartplatzierungen (Jahr, Titel, Musiklabel, Platzierungen, Wochen, Auszeichnungen, Anmerkungen) | Höchstplatzierung, Gesamtwochen, AuszeichnungChartplatzierungen (Jahr, Titel, Musiklabel, Platzierungen, Wochen, Auszeichnungen, Anmerkungen) | Höchstplatzierung, Gesamtwochen, AuszeichnungChartplatzierungen (Jahr, Titel, Musiklabel, Platzierungen, Wochen, Auszeichnungen, Anmerkungen) | Höchstplatzierung, Gesamtwochen, AuszeichnungChartplatzierungen (Jahr, Titel, Musiklabel, Platzierungen, Wochen, Auszeichnungen, Anmerkungen) | Höchstplatzierung, Gesamtwochen, AuszeichnungChartplatzierungen (Jahr, Titel, Musiklabel, Platzierungen, Wochen, Auszeichnungen, Anmerkungen) | Anmerkungen                                                   |
| Jahr | Titel Musiklabel                      | DE | CH | AT | UK | US | Anmerkungen                                                   |
| ---- | ------------------------------------- | --- | --- | --- | --- | --- | ------------------------------------------------------------- |
| 1984 | The Warning EMI                       | — | — | — | UK100 (1 Wo.)UK | US61 Gold · (23 Wo.)US | Erstveröffentlichung: 7. September 1984 Verkäufe: + 500.000   |
| 1986 | Rage for Order EMI                    | DE58 (5 Wo.)DE | — | — | UK66 (1 Wo.)UK | US47 Gold · (21 Wo.)US | Erstveröffentlichung: 14. Juli 1986 Verkäufe: + 500.000       |
| 1988 | Operation: Mindcrime EMI              | DE17 a (10 Wo.)DE | CH21 (5 Wo.)CH | — | UK58 (3 Wo.)UK | US50 Platin · (52 Wo.)US | Erstveröffentlichung: 3. Mai 1988 Verkäufe: + 1.000.000       |
| 1990 | Empire EMI                            | DE22 (13 Wo.)DE | CH22 (6 Wo.)CH | — | UK13 Silber · (3 Wo.)UK | US7 ×3Dreifachplatin · (129 Wo.)US | Erstveröffentlichung: 4. September 1990 Verkäufe: + 3.060.000 |
| 1994 | Promised Land EMI                     | DE10 (11 Wo.)DE | CH14 (6 Wo.)CH | AT38 (2 Wo.)AT | UK13 (3 Wo.)UK | US3 Platin · (19 Wo.)US | Erstveröffentlichung: 18. Oktober 1994 Verkäufe: + 1.000.000  |
| 1997 | Hear in the Now Frontier EMI          | DE19 (5 Wo.)DE | — | — | UK46 (1 Wo.)UK | US19 (12 Wo.)US | Erstveröffentlichung: 25. März 1997                           |
| 1999 | Q2K Atlantic Records                  | DE21 (3 Wo.)DE | — | — | — | US46 (5 Wo.)US | Erstveröffentlichung: 14. September 1999                      |
| 2003 | Tribe Sanctuary Records               | DE52 (1 Wo.)DE | — | — | — | US56 (2 Wo.)US | Erstveröffentlichung: 22. Juli 2003                           |
| 2006 | Operation: Mindcrime II Rhino Records | DE51 (1 Wo.)DE | CH59 (2 Wo.)CH | — | — | US14 (5 Wo.)US | Erstveröffentlichung: 14. März 2006                           |
| 2009 | American Soldier Rhino Records        | DE65 (1 Wo.)DE | CH71 (1 Wo.)CH | — | — | US25 (5 Wo.)US | Erstveröffentlichung:                                         |
| 2011 | Dedicated to Chaos Roadrunner Records | DE62 (1 Wo.)DE | CH71 (1 Wo.)CH | — | — | US70 (1 Wo.)US | Erstveröffentlichung: 28. Juni 2011                           |
| 2013 | Queensrÿche Century Media             | DE47 (1 Wo.)DE | CH44 (1 Wo.)CH | — | — | US23 (3 Wo.)US | Erstveröffentlichung: 25. Juni 2013                           |
| 2015 | Condition Hüman Century Media         | DE26 (2 Wo.)DE | CH54 (1 Wo.)CH | — | UK77 (1 Wo.)UK | US27 (2 Wo.)US | Erstveröffentlichung: 2. Oktober 2015                         |
| 2019 | The Verdict Century Media             | DE6 (3 Wo.)DE | CH9 (4 Wo.)CH | AT22 (1 Wo.)AT | — | US110 (1 Wo.)US | Erstveröffentlichung: 1. März 2019                            |
| 2022 | Digital Noise Alliance Century Media  | DE12 (2 Wo.)DE | CH15 (2 Wo.)CH | AT39 (1 Wo.)AT | — | — | Erstveröffentlichung: 7. Oktober 2022                         |

### Livealben
| Jahr | Titel Musiklabel                     | Höchstplatzierung, Gesamtwochen, AuszeichnungChartplatzierungen (Jahr, Titel, Musiklabel, Platzierungen, Wochen, Auszeichnungen, Anmerkungen) | Höchstplatzierung, Gesamtwochen, AuszeichnungChartplatzierungen (Jahr, Titel, Musiklabel, Platzierungen, Wochen, Auszeichnungen, Anmerkungen) | Höchstplatzierung, Gesamtwochen, AuszeichnungChartplatzierungen (Jahr, Titel, Musiklabel, Platzierungen, Wochen, Auszeichnungen, Anmerkungen) | Höchstplatzierung, Gesamtwochen, AuszeichnungChartplatzierungen (Jahr, Titel, Musiklabel, Platzierungen, Wochen, Auszeichnungen, Anmerkungen) | Höchstplatzierung, Gesamtwochen, AuszeichnungChartplatzierungen (Jahr, Titel, Musiklabel, Platzierungen, Wochen, Auszeichnungen, Anmerkungen) | Anmerkungen                              |
| Jahr | Titel Musiklabel                     | DE | CH | AT | UK | US | Anmerkungen                              |
| ---- | ------------------------------------ | --- | --- | --- | --- | --- | ---------------------------------------- |
| 1991 | Operation: Livecrime EMI             | — | — | — | — | US38 (11 Wo.)US | Erstveröffentlichung: 28. Oktober 1991   |
| 2001 | Live Evolution Sanctuary Records     | — | — | — | — | US143 (1 Wo.)US | Erstveröffentlichung: 25. September 2001 |
| 2007 | Mindcrime at the Moore Rhino Records | DE78 (1 Wo.)DE | — | — | — | — | Erstveröffentlichung: 3. Juli 2007       |

Weitere Livealben
- 2004: The Art of Live
- 2006: Operation: Mindcrime – Deluxe Edition (Konzertmitschnitt von 1990 nur auf der enthaltenen Bonus-CD)
- 2010: Empire – 20th Anniversary Edition (Konzertmitschnitt von 1990 nur auf der enthaltenen Bonus-CD)
- 2014: Storming Detroit (Live 1984 Radio Broadcast)

### Kompilationen
| Jahr | Titel Musiklabel                                           | Höchstplatzierung, Gesamtwochen, AuszeichnungChartplatzierungen (Jahr, Titel, Musiklabel, Platzierungen, Wochen, Auszeichnungen, Anmerkungen) | Höchstplatzierung, Gesamtwochen, AuszeichnungChartplatzierungen (Jahr, Titel, Musiklabel, Platzierungen, Wochen, Auszeichnungen, Anmerkungen) | Höchstplatzierung, Gesamtwochen, AuszeichnungChartplatzierungen (Jahr, Titel, Musiklabel, Platzierungen, Wochen, Auszeichnungen, Anmerkungen) | Höchstplatzierung, Gesamtwochen, AuszeichnungChartplatzierungen (Jahr, Titel, Musiklabel, Platzierungen, Wochen, Auszeichnungen, Anmerkungen) | Höchstplatzierung, Gesamtwochen, AuszeichnungChartplatzierungen (Jahr, Titel, Musiklabel, Platzierungen, Wochen, Auszeichnungen, Anmerkungen) | Anmerkungen                           |
| Jahr | Titel Musiklabel                                           | DE | CH | AT | UK | US | Anmerkungen                           |
| ---- | ---------------------------------------------------------- | --- | --- | --- | --- | --- | ------------------------------------- |
| 2000 | Greatest Hits Virgin Records                               | — | — | — | — | US149 (3 Wo.)US | Erstveröffentlichung: 27. Juni 2000   |
| 2007 | Sign of the Times: The Best of Queensrÿche Capitol Records | — | — | — | — | — | Erstveröffentlichung: 28. August 2007 |

### EPs
| Jahr | Titel Musiklabel | Höchstplatzierung, Gesamtwochen, AuszeichnungChartplatzierungen (Jahr, Titel, Musiklabel, Platzierungen, Wochen, Auszeichnungen, Anmerkungen) | Höchstplatzierung, Gesamtwochen, AuszeichnungChartplatzierungen (Jahr, Titel, Musiklabel, Platzierungen, Wochen, Auszeichnungen, Anmerkungen) | Höchstplatzierung, Gesamtwochen, AuszeichnungChartplatzierungen (Jahr, Titel, Musiklabel, Platzierungen, Wochen, Auszeichnungen, Anmerkungen) | Höchstplatzierung, Gesamtwochen, AuszeichnungChartplatzierungen (Jahr, Titel, Musiklabel, Platzierungen, Wochen, Auszeichnungen, Anmerkungen) | Höchstplatzierung, Gesamtwochen, AuszeichnungChartplatzierungen (Jahr, Titel, Musiklabel, Platzierungen, Wochen, Auszeichnungen, Anmerkungen) | Anmerkungen                                    |
| Jahr | Titel Musiklabel | DE | CH | AT | UK | US | Anmerkungen                                    |
| ---- | ---------------- | --- | --- | --- | --- | --- | ---------------------------------------------- |
| 1983 | Queensrÿche EMI  | — | — | — | — | US81 Gold · (15 Wo.)US | Erstveröffentlichung: 1983 Verkäufe: + 250.000 |

## Singles
| Jahr | Titel Album                             | Höchstplatzierung, Gesamtwochen, AuszeichnungChartplatzierungen (Jahr, Titel, Album, Platzierungen, Wochen, Auszeichnungen, Anmerkungen) | Höchstplatzierung, Gesamtwochen, AuszeichnungChartplatzierungen (Jahr, Titel, Album, Platzierungen, Wochen, Auszeichnungen, Anmerkungen) | Höchstplatzierung, Gesamtwochen, AuszeichnungChartplatzierungen (Jahr, Titel, Album, Platzierungen, Wochen, Auszeichnungen, Anmerkungen) | Höchstplatzierung, Gesamtwochen, AuszeichnungChartplatzierungen (Jahr, Titel, Album, Platzierungen, Wochen, Auszeichnungen, Anmerkungen) | Höchstplatzierung, Gesamtwochen, AuszeichnungChartplatzierungen (Jahr, Titel, Album, Platzierungen, Wochen, Auszeichnungen, Anmerkungen) | Anmerkungen |
| Jahr | Titel Album                             | DE | CH | AT | UK | US | Anmerkungen |
| ---- | --------------------------------------- | --- | --- | --- | --- | --- | ----------- |
| 1983 | Queen of the Reich Queensrÿche          | — | — | — | UK94 (1 Wo.)UK | — |             |
| 1986 | Gonna Get Close to You Rage for Order   | — | — | — | UK91 (1 Wo.)UK | — |             |
| 1989 | Eyes of a Stranger Operation: Mindcrime | — | — | — | UK59 (2 Wo.)UK | — |             |
| 1990 | Empire                                  | — | — | — | UK61 (2 Wo.)UK | — |             |
| 1991 | Silent Lucidity Empire                  | DE46 (6 Wo.)DE | CH24 (6 Wo.)CH | — | UK18 (9 Wo.)UK | US9 (17 Wo.)US |             |
| 1991 | Best I Can Empire                       | — | — | — | UK36 (3 Wo.)UK | — |             |
| 1991 | Jet City Woman Empire                   | — | — | — | UK39 (2 Wo.)UK | — |             |
| 1995 | I Am I Promised Land                    | — | — | — | UK40 (2 Wo.)UK | — |             |
| 1995 | Bridge Promised Land                    | — | — | — | UK40 (3 Wo.)UK | — |             |

Weitere Singles
- 1984: Take Hold of the Flame
- 1986: Gonna Get Close to You
- 1988: Suite Sister Mary
- 1989: Eyes of a Stranger
- 1990: Empire
- 1991: Best I Can
- 1991: Silent Lucidity
- 1991: Jet City Woman
- 1995: Bridge
- 1995: I Am I

## Videografie

### Videoalben

#### VHS
- 1985: Live in Tokyo
- 1989: Video: Mindcrime
- 1991: Operation: Livecrime
- 1992: Building Empires
- 2001: Live Evolution

#### DVD
- 2001: Operation: Livecrime (US: ×2Doppelplatin )
- 2001: Live Evolution
- 2002: Building Empires (US: Gold)
- 2004: The Art of Live
- 2006: Video: Mindcrime (nur als Bestandteil von Operation: Mindcrime – Deluxe Edition erhältlich; US: Platin)
- 2007: Mindcrime at the Moore (US: Gold)

### Musikvideos
- 1983: Queen of the Reich
- 1983: Nightrider
- 1984: Warning
- 1986: Gonna Get Close to You
- 1989: Eyes of a Stranger
- 1989: I Don’t Believe in Love
- 1989: Operation: Mindcrime
- 1989: Breaking the Silence
- 1989: Speak
- 1990: Empire
- 1991: Best I Can
- 1991: Silent Lucidity
- 1991: Jet City Woman
- 1991: Another Rainy Night (Without You)
- 1992: Anybody Listening?
- 1993: Another Rainy Night (Without You) – Live
- 1994: I Am I
- 1995: Disconnected
- 1995: Bridge
- 2000: The Right Side of My Mind
- 2006: I’m American
- 2006: The Hands
- 2009: If I Were King
- 2009: Home Again
- 2011: Get Started
- 2013: Fallout
- 2013: Redemption
- 2013: Ad Lucem
- 2015: Guardian
- 2016: Eye9
- 2016: Hellfire
- 2016: Bulletproof
- 2018: Blood of the Levant
- 2019: Lightyears

## Statistik

### Chartauswertung
|                     | DE     | AT    | CH     | UK    | US     |
| ------------------- | ------ | ----- | ------ | ----- | ------ |
| Nummer-eins-Alben   | DE—DE  | AT—AT | CH—CH  | UK—UK | US—US  |
| Top-10-Alben        | DE2DE  | AT—AT | CH1CH  | UK—UK | US2US  |
| Alben in den Charts | DE15DE | AT3AT | CH10CH | UK7UK | US18US |

|                       | DE    | AT    | CH    | UK    | US    |
| --------------------- | ----- | ----- | ----- | ----- | ----- |
| Nummer-eins-Singles   | DE—DE | AT—AT | CH—CH | UK—UK | US—US |
| Top-10-Singles        | DE—DE | AT—AT | CH—CH | UK—UK | US1US |
| Singles in den Charts | DE1DE | AT—AT | CH1CH | UK9UK | US1US |

### Auszeichnungen für Musikverkäufe
| Goldene Schallplatte - Kanada - 1994: für das Album Promised Land | Platin-Schallplatte - Kanada - 1991: für das Album Empire |

Anmerkung: Auszeichnungen in Ländern aus den Charttabellen bzw. Chartboxen sind in ebendiesen zu finden.
| Land/RegionAuszeichnungen für Musikverkäufe (Land/Region, Auszeichnungen, Verkäufe, Quellen) | Silber  | Gold     | Platin     | Verkäufe  | Quellen         |
| -------------------------------------------------------------------------------------------- | ------- | -------- | ---------- | --------- | --------------- |
| Kanada (MC)                                                                                  | —       | Gold1    | Platin1    | 150.000   | musiccanada.com |
| Vereinigte Staaten (RIAA)                                                                    | —       | 5× Gold5 | 8× Platin8 | 6.650.000 | riaa.com        |
| Vereinigtes Königreich (BPI)                                                                 | Silber1 | —        | —          | 60.000    | bpi.co.uk       |
| Insgesamt                                                                                    | Silber1 | 6× Gold6 | 9× Platin9 |           |                 |